# Castillo Ursino

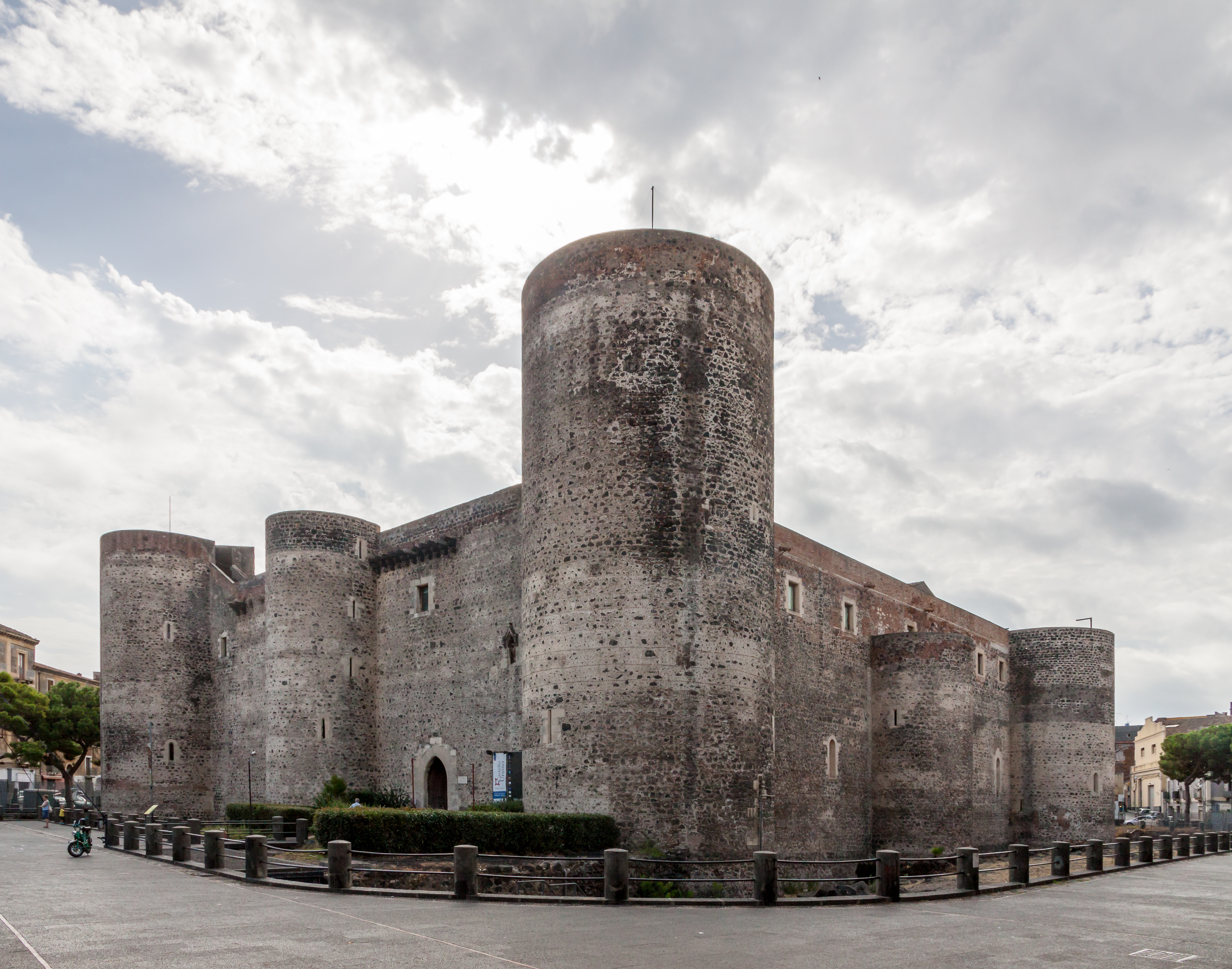
El Castello Ursino

Planta del castillo

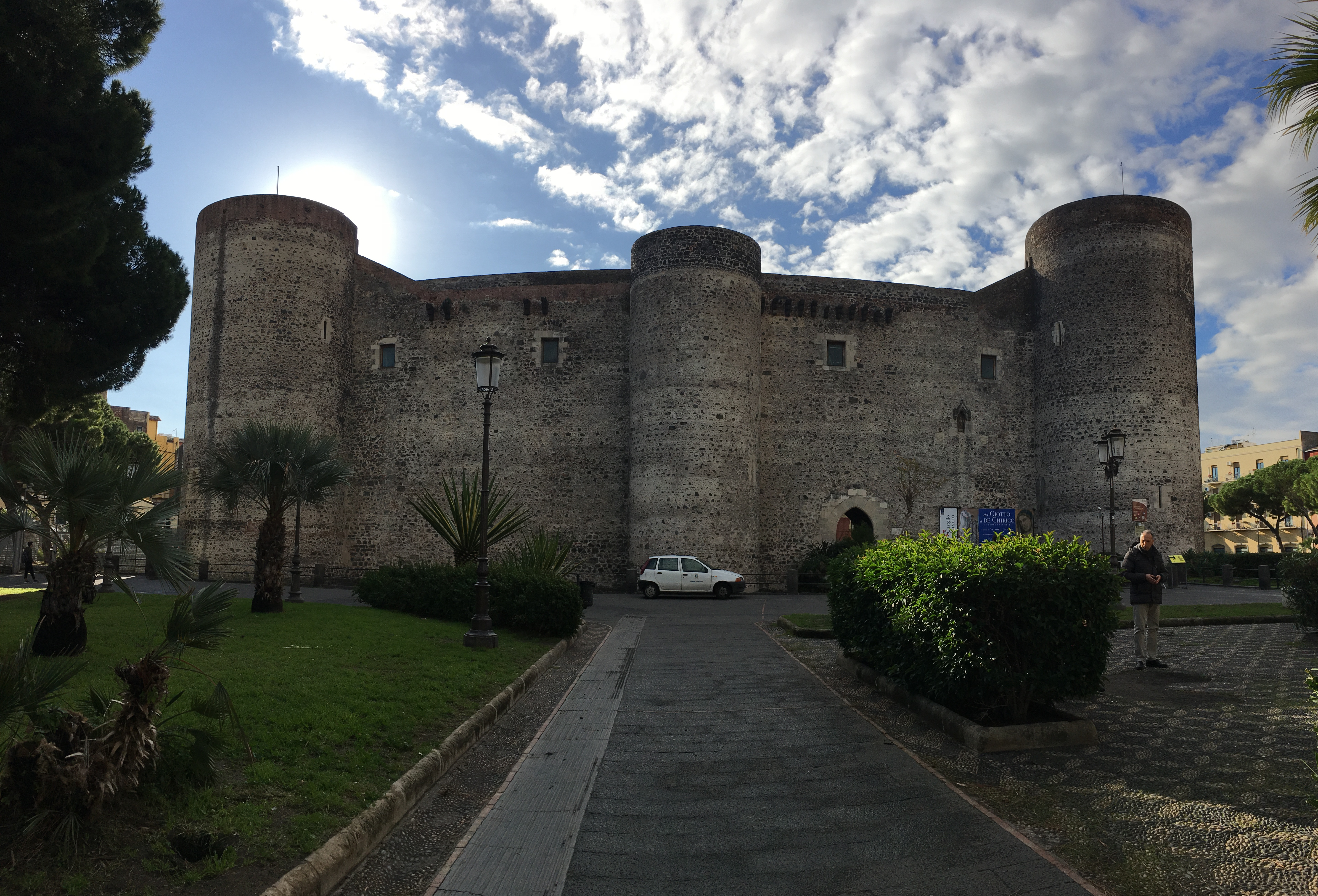
Panorámica del Castillo Ursino

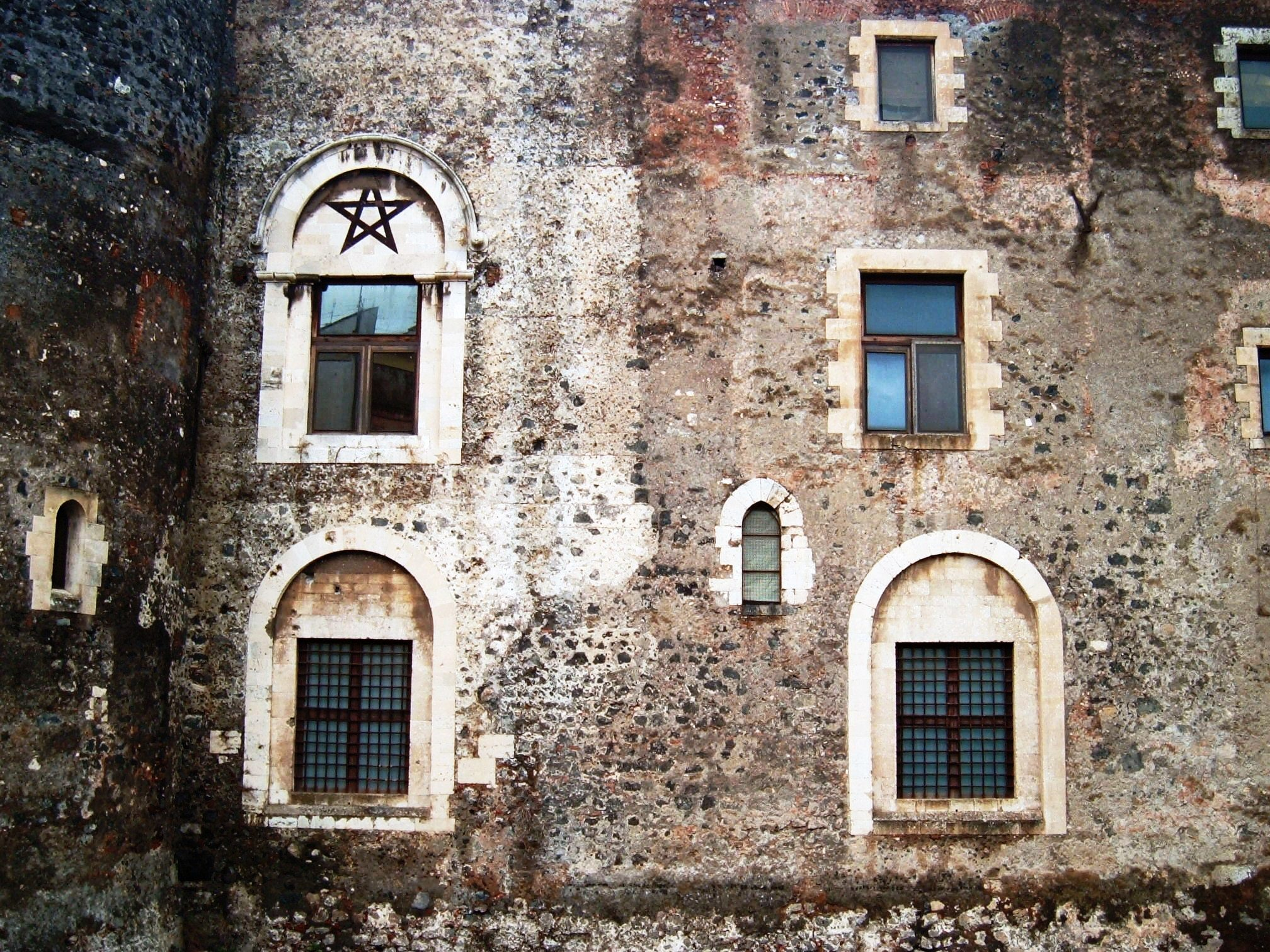
Detalle que muestra una estrella de cinco puntas en el tímpano de una ventana

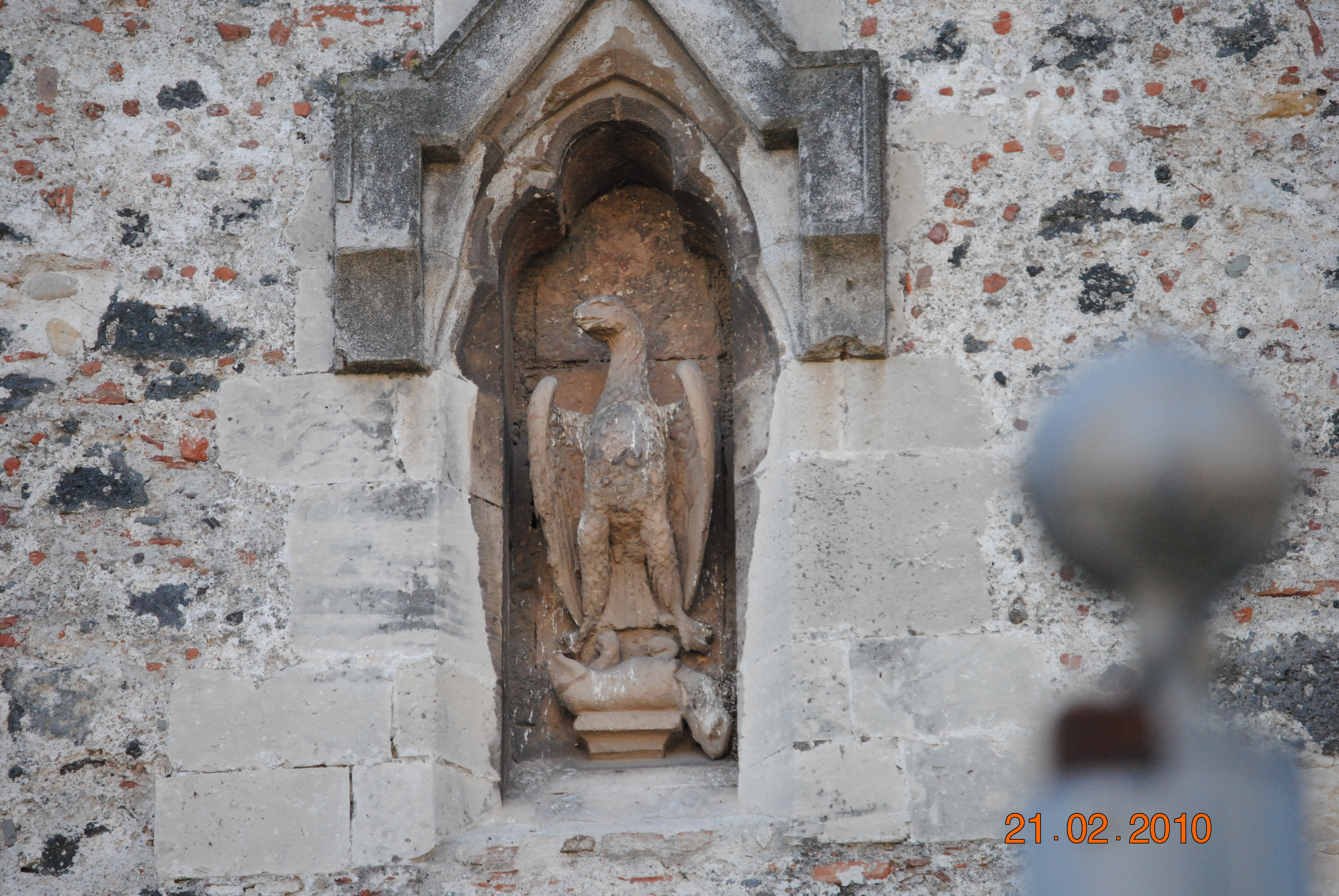
Grupo escultórico

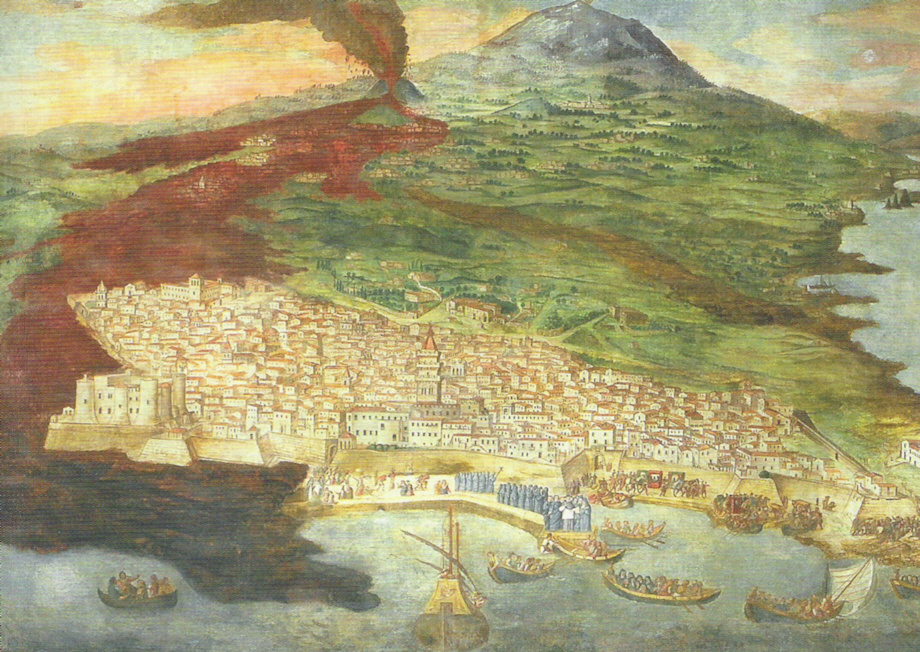
La erupción del Etna en 1669: Histórico fresco de Giacinto Platania: a la izquierda el castillo acosado por la lava

El Castillo Ursino de Catania fue construido por Federico II de Suabia en el siglo XIII. La mansión tuvo cierto protagonismo durante las vísperas sicilianas, fue sede del parlamento y, más tarde, residencia de los reyes de Sicilia de la dinastía aragonesa, entre ellos Federico III. En la actualidad, alberga el Museo Cívico de la ciudad del Etna.

## Historia

### El castillo en la época Suaba
En el lugar donde se levanta el edificio actual, hay indicios de uno de los núcleos más antiguos de asentamiento de Catania, que se remonta a la primera fase habitada de la polis griega de Katane. Aunque en el pasado se barajó la hipótesis de la presencia de una torre de época normanda -la Torre di Don Lorenzo- en este lugar, no sólo no queda rastro de ella, sino que los estudiosos tienden a considerar que la hipótesis de una preexistencia normanda en el emplazamiento del castillo Ursino carece de fundamento científico y tienden a buscarla en otros lugares del centro histórico de la ciudad. En cuanto a los orígenes del edificio, los estudiosos lo identifican con el castrum mencionado en la carta dirigida por Federico II a su arquitecto, Riccardo da Lentini, cuya obra estaba aún en construcción en 1239.
El castillo de Ursino fue encargado por Federico II de Suabia y construido no antes de 1239. El emperador había concebido la mansión como parte de un sistema de defensa costera más complejo en el este de Sicilia (que incluían en el mismo plan los castillos de Maniace en Siracusa, el de Augusta y otros) y como residencia imperial en la ciudad. El arquitecto militar Riccardo da Lentini fue el encargado de diseñar y dirigir la obra. Según Correnti, fue construido a orillas del mar a instancias de Federico II, y el nombre «Ursino» dado al castillo deriva de Castrum Sinus o «castillo del golfo». Sin embargo, el castillo no estaba inicialmente junto al mar como demuestran los planos de los siglos XVI y XVII, y se dice que el propio nombre de Ursino está vinculado a la familia de ese nombre que ocupó el castillo durante el siglo XIII.
En el interior del castillo se vieron algunos de los momentos más importantes de la guerra de las Vísperas Sicilianas. En 1295, se reunió allí el Parlamento siciliano, que declaró depuesto a Jaime II de Aragón y eligió a Federico III como rey de Sicilia. En 1296, el castillo fue tomado por Roberto de Anjou, pero más tarde conquistado de nuevo por los aragoneses. El rey Federico habitó el señorío a partir de 1296, convirtiéndolo en la corte aragonesa, y lo mismo hicieron sus sucesores Pedro, Ludovico, Federico IV y María. Además, la Sala de los Parlamentos fue también la cámara funeraria para el cuerpo del rey Federico III en 1337. En 1347, se firmó en el interior del castillo la llamada Paz de Catania entre Giovanni di Randazzo y Juana de Anjou.

### Residencia Real
El castillo Ursino fue la residencia real de los reyes de la Casa de Aragón de Sicilia (rama siciliana paralela de la misma Casa) y albergó a todos los reyes desde Federico III y todos sus descendientes hasta 1415. Fue el hogar de la reina Blanca de Evreux, de origen normando pero heredera del reino de Navarra, esposa de Martín I de Sicilia (fallecido en 1409). Ya a principios del siglo XV, el edificio estaba rodeado por la ciudad y varias casuchas se apoyaban en él. Fue el rey Martín I de Sicilia quien, en 1405, mandó despejar espacios crear el patio de armas, demoliendo entre otros el convento de Santo Domingo, presente allí desde 1313.

### En tiempo de los Virreyes de Aragón
El castillo, residencia de María de Sicilia, fue el escenario del secuestro de la reina por Guillermo Raimondo Moncada en la noche del 23 de enero de 1379, para impedir su matrimonio con Gian Galeazzo Visconti. Con el advenimiento de Martín I de Sicilia, el castillo volvió a convertirse en la corte del reino.
El 25 de mayo de 1416, Alfonso el Magnánimo reunió a los barones y prelados de la isla en la Sala de los Parlamentos del castillo para prestar juramento de fidelidad al Soberano, y hasta el 30 de agosto tuvieron lugar allí los últimos actos de la vida política, que vio en Catania la capital del reino. En 1434, el propio rey Alfonso firmó el acta de fundación de la Universidad de Catania.
En 1460, se reunió en el castillo de Ursino el primer Parlamento del periodo aragonés-catanés, presidido por el virrey Giovanni Lopes Ximenes de Urrea. También fue aquí donde murió Don Fernando de Acuña, virrey de Sicilia, en 1494. Está enterrado en la Catedral, en la capilla de Santa Águeda.

### Tiempos de los Virreyes Españoles
A partir del siglo XVI, con la introducción de la pólvora, el castillo vio su papel militar cada vez más debilitado, convirtiéndose temporalmente en residencia de virreyes, y más constantemente del castellano, mientras que una parte se utilizaba como prisión.
Fue durante este periodo, en particular bajo la regencia de Carlos V, cuando el edificio fue muy reformado para transformarlo en una fortaleza integrada en el sistema de defensa cívica: se construyó el Bastión de San Jorge para defender el castillo por el lado sur y el Bastión de Santa Croce al noreste, mientras que el interior se modificó en estilo renacentista. Más tarde se le dotó también de un puente levadizo[9].
El 11 de marzo de 1669, la erupción más imponente del Etna en tiempos históricos se inició a partir de una fractura por encima de Nicolosi. Tras destruir huertos y granjas, alcanzó las murallas de la ciudad, que logró superar por el noroeste, en la zona del Monasterio de San Nicolò l'Arena, para dirigirse después hacia el propio Bastión de San Giorgio. El 16 de abril, la lava llegó a los alrededores del castillo y, aunque no afectó a sus estructuras, llenó el foso, cubrió las murallas y desplazó la línea de costa unos cientos de metros. Algún tiempo después, el terremoto de 1693 también causó una serie de daños en las estructuras, comprometiendo definitivamente la función militar del castillo.

### Con los borbones siglosXVIIIyXIX
Restaurado, siguió albergando guarniciones militares, primero piamontesas (1714) y luego borbónicas, adoptando también el nombre de Fuerte Ferdinandeo. Sin embargo, siguió siendo una prisión hasta 1838, cuando el gobierno borbónico, reconociendo su función de fortaleza, lo restauró y añadió nuevos edificios que acabaron por ocultar cada vez más la estructura suaba original.

## Museo Cívico
Como tal fortaleza permaneció el edificio hasta la década de 1930, cuando se sometió a una restauración radical con vistas a su transformación en museo. Adquirido en 1932 por el municipio y sometido a restauración, hoy el castillo está situado en el centro histórico y, desde el 20 de octubre de 1934, se utiliza como Museo Cívico de Catania (cívico equivale a "de la ciudad"). Las obras de restauración finalizaron en noviembre de 2009. Conserva y expone principalmente las colecciones Biscari y Benedictina.